# Nils Hallberg
Nils Hallberg (Stoccolma, 18 settembre 1921 – Stoccolma, 2 ottobre 2010) è stato un attore svedese, che alle prime esperienze come attore bambino fece seguire una lunga carriera nel cinema e nel teatro svedesi.

## Biografia
Nils Bertil Hallberg nasce a Stoccolma in Svezia nel 1921. Fa parte con Helle Winther della prima generazione di attori bambini svedesi impegnati nel cinema sonoro, dopo l'esperienza nel cinema muto di Gösta Alexandersson, Palle Brunius e Lauritz Falk. Debutta al cinema all'età di 13 anni quale protagonista nel primo adattamento sonoro di Anderssonskans Kalle (1934), un classico della letteratura svedese per l'infanzia di cui era già stata fatta una versione muta nel 1922 con Gösta Alexandersson. Partecipa come attore bambino ad altre pellicole minori e ad alcuni spettacoli teatrali. Nel 1938, in Två år i varje klass, ormai superati i sedici anni, passa per così dire il testimone ad una nuova generazione di attori bambini svedesi, guidata da Åke Johansson e Sven-Eric Gamble.
Deciso a proseguire la carriera attoriale, studia recitazione con Gabriel Alw, uno dei più grandi attori svedesi di teatro. Grazie al suo impegno e al suo talento, la sua presenza al cinema e in teatro come attore caratterista non conosce interruzioni. Dapprima viene impiegato quasi esclusivamente in ruoli di "cattivo" (ladro, assassino, criminale). Dagli anni cinquanta riesce a liberarsi da questi modelli, rivelando una notevole inclinazione per ruoli comici per i quali riceve i maggiori elogi da pubblico e critica, come nel ruolo dell'assistente un po' pasticcione dell'Ispettore Hillman in una serie di cinque film diretti da Arne Mattsson. Mostra la sua versatilità anche in ruoli drammatici, specialmente per la sua interpretazione in Kärlekens bröd (1953), presentato al Festival di Cannes, o in Firmafesten (1972).
Oltre al cinema è attivo in teatro e alla radio.
Ritiratosi dalla scene alla fine degli anni settanta, muore a Stoccolma nel 2010, all'età di 89 anni.

## Filmografia
- Anderssonskans Kalle, regia di Sigurd Wallén (1934)
- Stackars miljonärer, regia di Ragnar Arvedson e Tancred Ibsen (1936)
- Två år i varje klass, regia di Sigurd Wallén (1938)
- Sigge Nilsson och jag, regia di Sigurd Wallén (1938)
- Vi på Solgläntan, regia di Gunnar Olsson (1939)
- Swing it, magistern!, regia di Schamyl Bauman (1940)
- Ungdom i bojor, regia di Anders Henrikson (1942)
- I mörkaste Småland, regia di Schamyl Bauman (1943)
- Hemsöborna, regia di Sigurd Wallén (1944)
- Kärlekslivets offer, regia di Emil A. Lingheim (1944)
- Mitt folk är icke ditt, regia di Weyler Hildebrand (1944)
- Jagad, regia di Bengt Palm (1945)
- I som här inträden, regia di Arne Mattsson (1945)
- Flickorna i Småland, regia di Schamyl Bauman (1945)
- Harald Handfaste, regia di Hampe Faustman (1946)
- Dynamit, regia di Åke Ohberg (1947)
- Mari, regia di Gösta Folke (1947)
- Två kvinnor, regia di Arnold Sjöstrand (1947)
- Folket i Simlångsdalen, regia di [[]] (1947)
- Främmande hamn, regia di Hampe Faustman (1948)
- Città portuale (Hamnstad), regia di Ingmar Bergman (1948)
- Solkatten, regia di Gösta Werner (1948)
- Soldat Bom, regia di Lars-Eric Kjellgren (1948)
- Havets son, regia di Rolf Husberg (1949)
- Pappa Bom, regia di Lars-Eric Kjellgren (1954)
- Två trappor över gården, regia di Gösta Werner (1950)
- Tull-Bom, regia di Lars-Eric Kjellgren (1951)
- Bärande hav, regia di Arne Mattsson (1951)
- Ha ballato una sola estate (Hon dansade en sommar)), regia di Arne Mattsson (1951)
- Sabotage, regia di Eric Johnson (1952)
- Hård klang, regia di Arne Mattsson (1952)
- För min heta ungdoms skull, regia di Arne Mattsson (1952)
- Vingslag i natten, regia di Kenne Fant (1953)
- Kärlekens bröd, regia di Arne Mattsson (1953)
- Resan till dej, regia di Stig Olin (1953)
- Café Lunchrasten, regia di Hampe Faustman (1954)
- Förtrollad vandring, regia di Arne Mattsson (1954)
- Storm över Tjurö, regia di Storm över Tjurö (1954)
- Ung sommar, regia di Kenne Fant (1954)
- Salka Valka, regia di Arne Mattsson (1954)
- Hästhandlarens flickor, regia di Egil Holmsen (1954)
- En natt på Glimmingehus, regia di Torgny Wickman (1954)
- Männen i mörker, regia di Arne Mattsson (1955)
- 91:an Karlsson rycker in, regia di Arne Ragneborn (1955)
- Hemsöborna, regia di Arne Mattsson (1955)
- Litet bo, regia di Arne Mattsson (1956)
- Nattbarn, regia di Gunnar Hellström (1956)
- Lille Fridolf och jag, regia di Torgny Anderberg (1956)
- Den tappre soldaten Jönsson, regia di Håkan Bergström (1956)
- 91:an Karlsson slår knock out, regia di Gösta Lewin (1957)
- Johan på Snippen tar hem spelet, regia di Bengt Järrel (1957)
- Mästerdetektiven Blomkvist lever farligt, regia di Olle Hellbom (1957)
- Damen i svart, regia di Arne Mattsson (1958)
- Vi på Väddö, regia di Arthur Spjuth (1958)
- Mannekäng i rött, regia di Arne Mattsson (1958)
- Får jag låna din fru, regia di Arne Mattsson (1959)
- Fly mej en greve, regia di Torgny Anderberg (1959)
- Ryttare i blått, regia di Arne Mattsson (1959)
- Sommar och syndare, regia di Arne Mattsson (1960)
- Stöten, regia di Hasse Ekman (1961)
- Biljett till paradiset, regia di Arne Mattsson (1962)
- Vita frun, regia di Arne Mattsson (1962)
- Den gula bilen, regia di Arne Mattsson (1963)
- Sällskapslek, regia di Torgny Anderberg (1963)
- Tre dar i buren, regia di Ragnar Frisk (1963)
- Wild West Story, regia di Börje Nyberg (1964)
- Blåjackor, regia di Arne Mattsson (1964)
- Tre dar på luffen, regia di Ragnar Frisk (1964)
- Här kommer bärsärkarna, regia di Arne Mattsson (1965)
- Mördaren – en helt vanlig person, regia di Arne Mattsson (1967)
- En sån strålande dag, regia di Kåge Gimtell (1967)
- "Avsnitt 1 av 2", regia di Keve Hjelm (1970) - episodio della serie televisiva Tretton dagar
- Tofflan, regia di Torgny Anderberg (1967)
- Midsommardansen, regia di Arne Stivell (1971)
- Flagga för trygghet, regia di Kay Pollak (1971) - Film televisivo
- Firmafesten, regia di Jan Halldoff (1972)
- Barnen i Höjden, regia di Leif Krantz (1972) - due episodi (1:10 e 1:14) della serie televisiva
- Bröllopet, regia di Jan Halldoff (1973)
- Karl XII, regia di Keve Hjelm (1974) - film televisivo
- Det sista äventyret, regia di Jan Halldoff (1974)
- "R", regia di Kari Thomée (1975) - episodio (1:18) della serie televisiva Från A till Ö
- Harry H., regia di Jan Halldoff (1978) - miniserie televisiva

## Teatro (parziale)
- De oskyldiga (1936)
- Hans första premiär (1937)
- Rövarna på Hunneberg (1954)
- Han, Hon och Hin (1955)
- Irma la Douce (1959)
- Så tuktas en argbigga (1961)
- Änkeman Jarl (1963)

## Radio (parziale)
- Jons födelsedag (1960)